# Естадіо Текнолохіко
Естадіо Текнолохіко (ісп. Estadio Tecnológico) — багатоцільовий стадіон, розташований у місті Монтеррей, Нуево-Леон, Мексика, що був розташований на території кампусу Монтеррейського інституту технологій та вищої освіти (ITESM). Він приймав футбольні матчі протягом свого 67-річного існування, з 1950 по 2017 рік і був домашньою ареною клубу «Монтеррей»
2017 року стадіон знесли і на його місці було побудовано менший, але сучасний стадіон «Боррехос», відкритий у квітні 2019 року.

## Історія
Будівництво нового стадіону для команди з американського футболу Borregos Salvajes розпочалося в серпні 1949 року. Побудований у 1950 році відомим архітектором Федеріко Веласко.
Стадіон був офіційно відкритий 17 липня 1950 року президентом Мексики Мігелем Алеманом Вальдесом. Спочатку арена могла вмістити 20 000 глядачів. У 1965 році на західній стороні була додана нова трибуна, яка дозволила збільшити потужність стадіону до 33 600; цю реконструкцію відзначили матчем між «Монтерреєм» та «Воєводиною», чемпіонами Югославії, який господарі виграли 2:1.
«Підкова» в північній частині була додана в 1986 році, щоб збільшити потужність стадіону до 38 000 місць для його використання на чемпіонаті світу з футболу 1986 року. На початку 1990-х років були додані скайбокси, що зменшило місткість до її нинішньої цифри.
У 1991 році була оновлена легкоатлетична доріжка. Первісний синій колір доріжки був замінений на більш традиційний червоний у 2002 році.

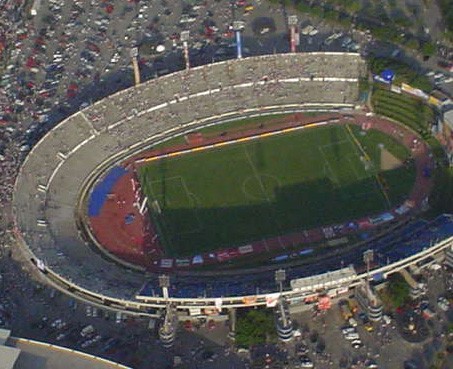
«Естадіо Текнонохіко» перед грою «Монтеррея» у 2005 році

До середини 2000-х, коли «Текнолохіко» був другим найстарішим місцем проведення матчів Ліги MX на той час після «Естадіо Асуль» в Мехіко, менеджер Мігель Еррера назвав його «застарілим»/ Клуб почав вивчати плани щодо нового стадіону. Адміністрація FEMSA, яка була власником клубу, заявила, що хоча вони представили плани адміністрації Інституту технологій та вищої освіти Монтеррея (ITESM) додати 8000 місць, усунувши легкоатлетичну доріжку, вони не були затверджені, оскільки запропоноване розширення погіршило б і без того неприємну ситуацію з парковкою в мікрорайоні.
У лютому 2014 року було оголошено, що стадіон буде знесено після того, як його найбільший орендар, «Монтеррей», переїхав на «Естадіо BBVA» у 2015 році. Знесення, проте, було перенесено на 2017 рік.
29 квітня 2017 року «Текнолохіко» ще раз відкрився для публіки для церемонії прощання, в якій взяли участь понад 12 000 осіб. Два жіночі футбольні матчі 10 червня, один між національними командами Мексики та Венесуели та товариський матч між жіночими командами «Тігрес» та «Монтеррея», були останніми заходами, що відбулися на стадіоні, перш ніж розпочалось знесення.

## Орендарі

### «Монтеррей»
З 1952 по 1973 рік і знову з 1980 по 2015 рік, «Текнолохіко» був домом для одного з головних футбольних клубів міста «Монтеррей». Перший матч «Раядос» провів тут проти «Веракруса», програвши 1:3 і грав там до 2015 року, за винятком періоду між січнем 1973 та вереснем 1980 року, коли команда грала на «Естадіо Універсітаріо», стадіоні головного суперника «УАНЛ Тигрес».
У сезоні 1977–78 роках, коли «Універсітаріо» проходив реконструкцію до чемпіонату КОНКАКАФ 1977 року, і «Тігрес», і «Монтеррей» грали на «Текнолохіко», включаючи 42 дербі Clásico Regio, що відбулися на стадіоні, останнім з яких був матч, що закінчився внічию 2:2 в жовтні 2014 року.
«Монтеррей» на цьому стадіоні виграв титули чемпіона Мексики в 1986 році та Апертуру 2010 року, а також Кубок Мексики у 1991 році та Лігу чемпіонів КОНКАКАФ 2012/13.
Останній матч «Монтеррея» на «Естадіо Текнонохіко» був зіграний 9 травня 2015 року проти «Пумас» (2:2), а останній гол забив Хесус Савала. Клуб почав грати на «Естадіо BBVA» починаючи з Апертури 2015.

### Міжнародні матчі
Молодіжний чемпіонат світу з футболу 1983 року став першою подією ФІФА на стадіоні. В рамках того турніру відбулося п'ять ігор, серед яких три матчі групового етапу, чвертьфінал та півфінал.
Також чотири матчі чемпіонату світу з футболу 1986 року були зіграні на «Естадіо Текнонохіко»: три гри групи F, в яких збірна Англії зіграла проти Португалії, Марокко та Польщі, а також матч групи D Алжир-Іспанія

#### Молодіжний чемпіонат світу з футболу 1986 року
| Дата           | Час   | Команда № 1    | Рахунок    | Команда № 2    | Раунд         |
| -------------- | ----- | -------------- | ---------- | -------------- | ------------- |
| 4 червня 1983  | 17:00 | СРСР           | 0:1        | Нігерія        | Груповий етап |
| 6 червня 1983  | 21:00 | Нідерланди     | 3:2        | СРСР           | Груповий етап |
| 9 червня 1983  | 21:00 | Нігерія        | 0:0        | Нідерланди     | Груповий етап |
| 11 червня 1983 | 17:00 | Уругвай        | 1:2 (д.ч.) | Південна Корея | Чвертьфінал   |
| 15 червня 1983 | 17:00 | Південна Корея | 1:2        | Бразилія       | Півфінал      |

#### Чемпіонат світу з футболу 1986 року
| Дата           | Час   | Команда № 1 | Рахунок | Команда № 2 | Раунд   | Відвідуваність |
| -------------- | ----- | ----------- | ------- | ----------- | ------- | -------------- |
| 3 червня 1986  | 16:00 | Португалія  | 1–0     | Англія      | Група F | 23 000         |
| 6 червня 1986  | 16:00 | Англія      | 0–0     | Марокко     | Група F | 20 200         |
| 11 червня 1986 | 16:00 | Англія      | 3–0     | Польща      | Група F | 22 700         |
| 12 червня 1986 | 16:00 | Алжир       | 0–3     | Іспанія     | Група D | 23 980         |

#### Матчі збірної Мексики з футболу
| Дата              | Турнір            | Команда № 1 | Рез. | Команда № 2        |
| ----------------- | ----------------- | ----------- | ---- | ------------------ |
| 10 лютого 1993    | Товариський матч  | Мексика     | 2-0  | Венесуела          |
| 16 листопада 1995 | Товариський матч  | Мексика     | 1-4  | Румунія            |
| 5 липня 2000      | Товариський матч  | Мексика     | 2-1  | Венесуела          |
| 11 квітня 2001    | Товариський матч  | Мексика     | 1-0  | Чилі               |
| 17листопада 2004  | Відбір на ЧС-2006 | Мексика     | 8-0  | Сент-Кіттс і Невіс |

### «Боррехос Сальвахес»
Спочатку «Естадіо Текнонохіко» був побудований для розміщення університетської команди з американського футболу, яка грала на цій арені до сезону 2016 року. За цей час клуб здобув 22 національних титули. Кілька разів вони завойовували титул саме на «Естадіо Текнонохіко», причому перший такий тріумф відбувся в 1993 році. Фінальна гра «Боррехос Сальвахес» на стадіоні відбулася 4 листопада 2016 року клуб переміг команду, яка представляла ITESM Campus México 28:0.

## Інші події
«Естадіо Текнонохіко» також приймав матчі професіональної команди з американського футболу "Фундідорес Монтеррей" у сезоні 2017 року. Фінальний матч регулярного сезону, який відбувся 9 квітня 2017 року, був останнім матчем з американського футболу, що пройшов на цій арені. Крім того, на стадіоні проводилися легкоатлетичні змагання, наприклад, Galatlética 2005
На арені виступили також відомі виконавці, зокрема Бон Джові в лютому 1990 року в рамках свого New Jersey Syndicate Tour. 12 лютого 2006 року ірландський рок-гурт U2 відкрив четверту частину свого Vertigo Tour в на стадіоні перед 42 слухачів. У 2010 році на арені співав гурт The Black Eyed Peas і цей виступ став останнім концертом на стадіоні.

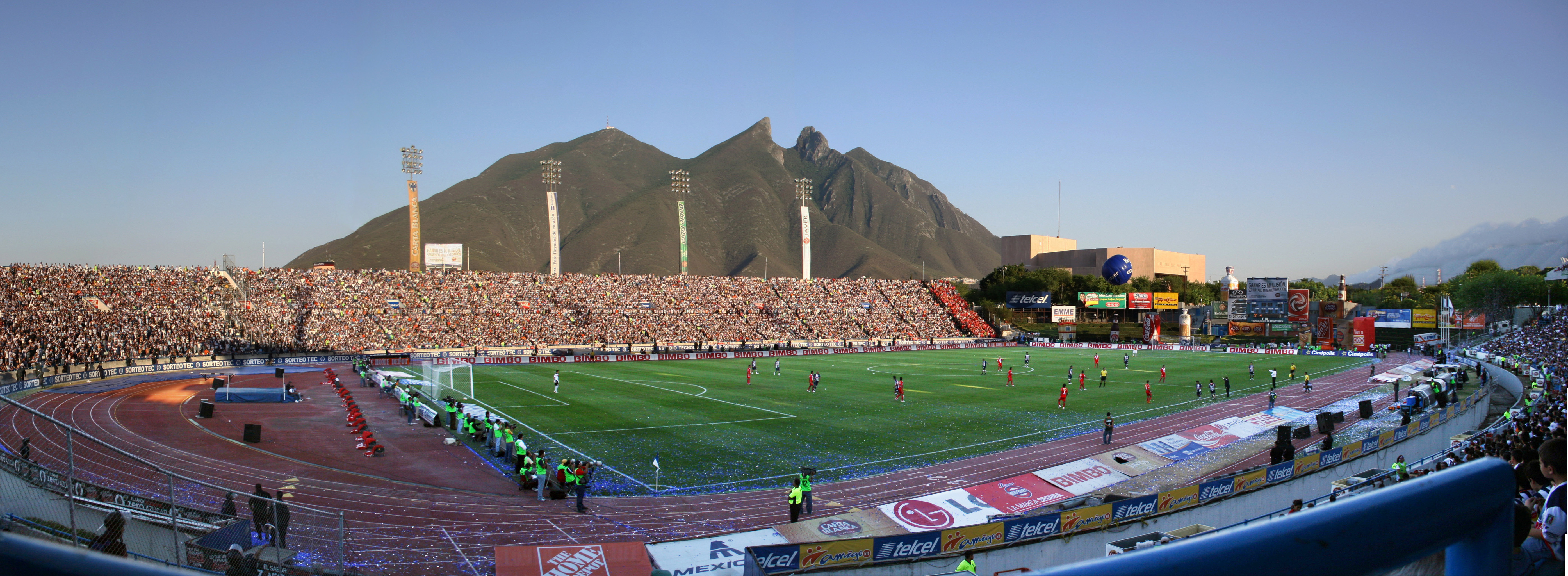
Панорамне зображення